# Josef Groll

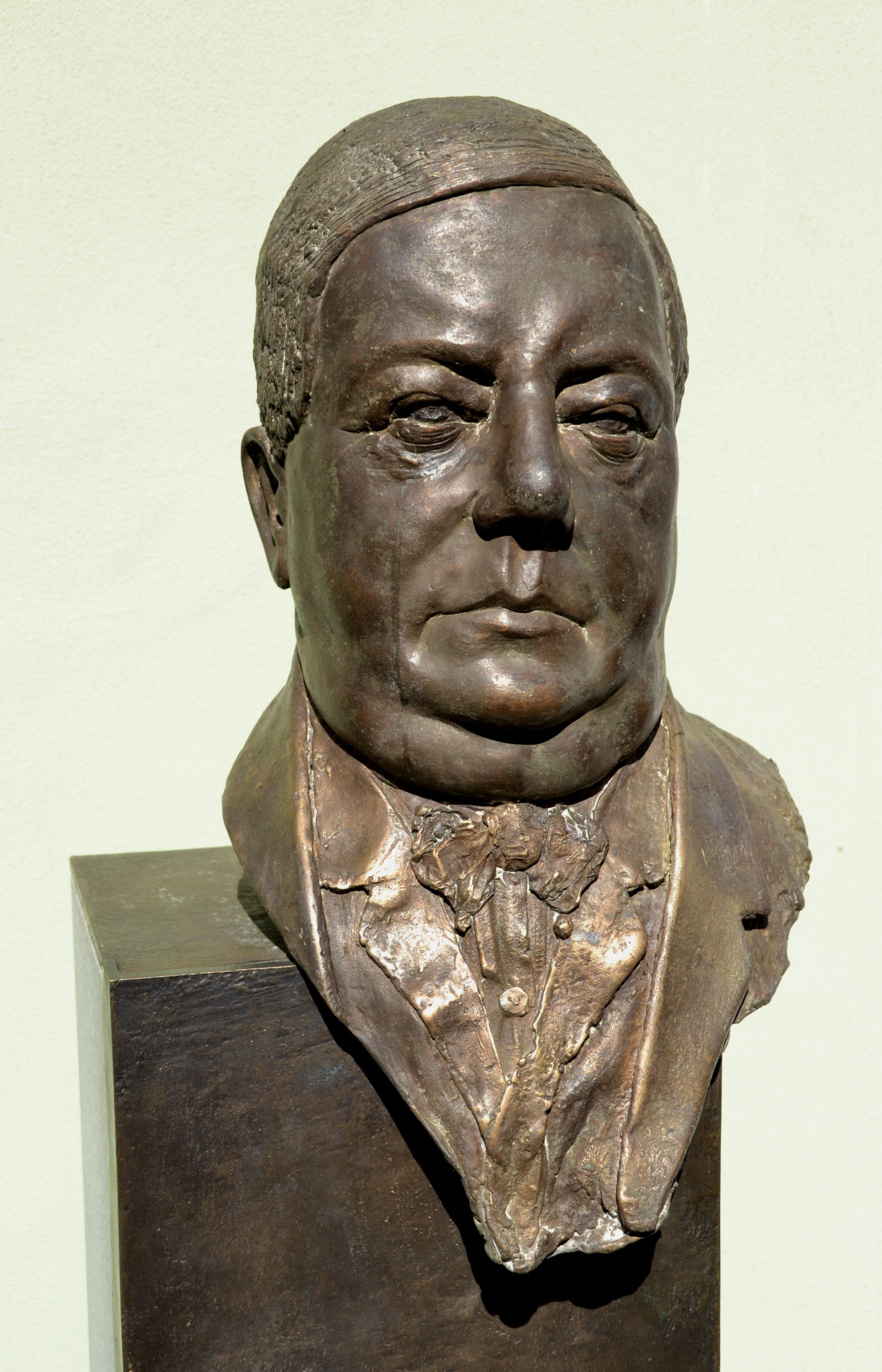
Josef Groll

Josef Groll (Vilshofen, 21 augustus 1813 – aldaar, 22 oktober 1887) was een Beierse bierbrouwer, vooral bekend doordat hij het pilsener bier heeft uitgevonden.
De inwoners van de Tsjechische stad Pilsen waren aan het begin van de 19e eeuw zeer ongelukkig met de kwaliteit van hun bier. Ze besloten een nieuwe brouwerij te bouwen, en Josef Groll in te huren als de eerste brouwmeester. De vader van Groll was eigenaar van een brouwerij in Vilshofen, Neder-Beieren. Op 5 oktober 1842 produceerde Groll het eerste Pilsener bier. De bevolking was zeer content met het nieuwe bier.
Na zijn uitvinding verliet Josef Groll Pilsen al snel. Op 30 april 1845 liep het contract met de Burgerlijke Brouwerij in Pilsen af, het werd niet verlengd. De Grollsche Brauerei van zijn vader in zijn geboortedorp werd al snel na zijn terugkeer eigendom van Josef. De Grollsche Brauerei bestaat tegenwoordig niet meer. Deels is die opgegaan in een andere brouwerij in Vilshofen, de Brauerei Wolferstetter. Deze brouwerij brouwt nog wel een bier onder de naam Josef Groll Pils.
Josef Groll is op 22 oktober 1887 overleden op 74-jarige leeftijd. Hij stierf aan de stamtafel van de kroeg in Vilshofen, tijdens het bier drinken.